# Willibald Winkler
Max Benno Willibald Winkler (* 1. Februar 1914 in Berlin; † 4. Mai 1984 in Berlin-Friedrichshain) war ein deutscher Jazz- und Unterhaltungsmusiker (Posaune, Kontrabass, Klavier, Schlagerkomponist, Arrangement) und Herausgeber von Notensammlungen.

## Leben
Winkler studierte von 1928 bis 1932 an der Städtischen Musikschule und von 1923 bis 1934 an der Berliner Musikhochschule. Seine Karriere begann er im Orchester von Max Rumpf; dann war er bis 1939 als Studiomusiker tätig und wirkte bei Tanzorchestern und Studio-Combos mit, etwa bei Swing-Aufnahmen von Willy Berking, Benny de Weille, Heinz Burzynski und Freddie Brocksieper. Er war zwischen 1938 und 1943 an 78 Aufnahmesessions beteiligt. Dann betreute er ein Berliner Kabarett musikalisch. Nach dem Zweiten Weltkrieg war er als Lektor im Verlag Lied der Zeit in Berlin tätig, zuletzt bis 1979 als Cheflektor. Zwischen 1959 und 1974 betätigte er sich auch als Schlagerkomponist (Wenn Sie Mich So Anseh’n).
Winkler war seit 1951 mit Elsa Elfriede geb. Albinus verheiratet. Die Eheschließung fand in Berlin-Prenzlauer Berg statt. Willibald Winkler starb am 4. Mai 1984 um 14:45 Uhr Berlin-Friedrichshain im Alter von 70 Jahren. Er wohnte zuletzt in der Krügerstraße 12 in Berlin-Prenzlauer Berg.

## Publikationen (Auswahl)
- Willibald Winkler [Hrsg.]: Wir musizieren auf der Triola, 24 Kinder-, Pionier-, Volks- und Tanzlieder für die Triola, ausgewählt und bearbeitet von Willibald Winkler. Berlin: Lied der Zeit, 1971.
- Willibald Winkler [Bearbeiter]: Das zündet! Stimmungsschlager. C-Stimme. Berlin: Lied der Zeit, 1974.
- Ingeborg Feustel, Erich Gürtzig (Illustrationen), Willibald Winkler (Musik): Ein Sack voller Märchen aus dem Rappelpappelwald – ein Buch für Kinder von 6 bis 10 Jahren. Lied der Zeit, Berlin, 1979

## Lexikalische Einträge
- Carlo Bohländer (Hrsg.): Reclams Jazzführer. Auflage in 2 Bänden (Personen- und Sachteil) 1977 (Reclam)/1980 (Ed. Peters, Leipzig)
- Jürgen Wölfer: Jazz in Deutschland. Das Lexikon. Alle Musiker und Plattenfirmen von 1920 bis heute. Hannibal, Höfen 2008, ISBN 978-3-85445-274-4.